# كوسي تومسون
كوسي تومسون هو لاعب كرة قدم كندي في مركز الوسط، ولد في 27 يناير 2003 في تورونتو في كندا.

## وصلات خارجية
- كوسي تومسون على موقع الدوري الأمريكي (الإنجليزية)
- كوسي تومسون على موقع قاعدة بيانات كرة القدم.إي يو (الإنجليزية)
- كوسي تومسون على موقع Soccerway.com (الإنجليزية)